# Efrem Nobili
Efrem Nobili (Molinella, 12 febbraio 1910 – Molinella, 1º agosto 1963) è stato un imprenditore italiano.

## Biografia

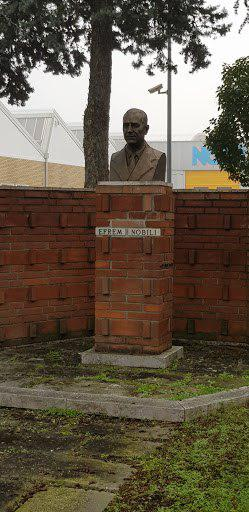
Un busto raffigurante Efrem Nobili

All'inizio della sua vita si occupò di aeremodelli. I suoi modellini erano molto aerodinamici infatti riuscivano a vincere la concorrenza nelle gare di lancio. Nel 12 ottobre 1930 partecipò al Concorso Nazionale Modelli Volanti in cui riuscì a vincere il titolo italiano di aeromodellismo, il Corriere della Sera scrive di lui "Nobili si era appassionato agli sports dell’aria fin da bambino. "In questo senso i suoi modellini ad elastico o ad aria compressa non sono altro che un’elaborazione del volo di quegli aquiloni che sappiamo essere stati il suo vero banco di prova"
Il Corriere aggiungeva poi ampi ragguagli tecnici sul modellino "Italia", che Nobili era riuscito a far volare per 278 metri lineari, "ma che ai fini della classifica devono però intendersi come metri 1251, in quanto, a termini di regolamento, per gli ‘aria compressa’ la distanza reale deve essere moltiplicata per un coefficiente pari a 4,5”. Perfino l’Istituto Luce dedicò un filmato alla “splendida affermazione romana del giovane molinellese". Nobili ebbe in premio la Coppa del Littorio, che gli fu consegnata dall'Ufficiale dell'Aria Bruno Mussolini, figlio del Duce, ed una fiammante Moto Guzzi 250, in sella alla quale fece ritorno a casa.
Qualche anno dopo costruì e brevettò una macchina automatica per fare i gelati. Nel 1935, dalla vendita del brevetto della gelatiera automatica, ricavò il denaro che serviva per l'assemblaggio e la costruzione di una macchina di sua invenzione che gli avrebbe consentito di fabbricare i tacchi delle scarpe da donna "in coppia" di cui successivamente vendette il brevetto ad un'altra azienda.
Successivamente nel 1963 aprì il suo primo tacchificio nella zona industriale di Molinella in cui riuscì ad avere, in pochi anni una crescita da 4 a 170 dipendenti.
Efren Nobili diceva che la sua vena imprenditoriale è stata coltivata fin dalle scuole superiori, in cui ricordava che un professore gli ripeteva sempre: “Quando vi viene un’idea, realizzatela per conto vostro, mettetevi in proprio - diceva il professore - perché se la cosa che avete pensato è fatta con intelligenza, troverete senz’altro qualcuno che ve la comprerà. Ma se anche fosse la cosa più stupida di questo mondo, troverete tanti imbecilli che la compreranno lo stesso”. Da quella classe sono nati altri imprenditori del bolognese famosi come Scipione Innocenti, Vincenzo Rossetti fondatore della Viro, Armando Pazzaglia, che fu tra i fondatori della Cevolani, Ettore Menarini, costruttore di autobus e Ferruccio Lamborghini.